# Gösta Moberg (friidrottare)
Gösta Moberg, född 8 juli 1932 i Mora, död 12 maj 2016 i Öna, var en svensk idrottsman (medel- och långdistanslöpare). Han tävlade för IFK Mora. Moberg vann SM-guld i terränglöpning 4 km år 1958.